# Corriere di Siena
Il Corriere di Siena è un quotidiano italiano locale con pagine dedicate alla città di Siena e alla sua provincia, con particolare riferimento alle zone della Valdelsa senese, Colle di Val d'Elsa e Poggibonsi, alla Val di Chiana, alla Val d'Arbia e alla zona dell'Amiata senese. Dal primo gennaio 2023 è diretto da Sergio Casagrande, uno dei giornalisti fondatori del Corriere dell’Umbria, quotidiano capostipite del Gruppo Corriere al quale il Corriere di Siena appartiene.
Si compone in media di 32-40 pagine divise per vari settori: cronache cittadine, provincia, sport.
La redazione centrale è a Siena, via Garibaldi 46. 
Fa parte dello stesso gruppo editoriale che comprende, oltre al Corriere dell'Umbria (che è l'antesignano delle testate del gruppo), i quotidiani del Corriere di Arezzo e del Corriere di Maremma.
La raccolta pubblicitaria è affidata alla Polimedia srl.